# Équipe de Bolivie de football à la Copa América 2021
Cet article relate le parcours de l'équipe de Bolivie de football lors de la Copa América 2021 organisé au Brésil du 13 juin au 10 juillet 2021. Leur parcours prend fin dès les phases de groupes pour la huitième fois en 9 éditions.

## Maillot
Le maillot de l'équipe de Bolivie est équipé par Marathon. Le maillot domicile comporte deux nuances de vert, avec un vert plus foncé au niveau des manches que sur le reste du maillot, qui comporte des impressions de pointillés. Le maillot extérieur est de couleur rouge. Il comporte deux nuances de rouge, et comme sur le maillot domicile, avec un rouge plus foncé sur les manches. Des zigzags se trouvent sur le buste du maillot.

## Effectif
Une liste de 27 joueurs est annoncée le 10 juin 2021.
- N.B. : Les âges et les sélections sont calculés au début de la Copa América 2021, le 13 juin 2021.

## Compétition

### Premier tour
| Rang | Équipe    | Pts | J | G | N | P | Bp | Bc | Diff |
| ---- | --------- | --- | - | - | - | - | -- | -- | ---- |
| 1    | Argentine | 10  | 4 | 3 | 1 | 0 | 7  | 2  | +5   |
| 2    | Uruguay   | 7   | 4 | 2 | 1 | 1 | 4  | 2  | +2   |
| 3    | Paraguay  | 6   | 4 | 2 | 0 | 2 | 5  | 3  | +2   |
| 4    | Chili     | 5   | 4 | 1 | 2 | 1 | 3  | 4  | -1   |
| 5    | Bolivie   | 0   | 4 | 0 | 0 | 4 | 2  | 10 | -8   |

Placée dans le groupe A en compagnie de l'Argentine, de l'Uruguay, du Chili et du Paraguay, la Bolivie finit dernière avec 4 défaites en autant de matches.

#### Paraguay - Bolivie
| Match 4                    | Paraguay                                     | 3 - 1   | Bolivie             | Stade olympique Pedro Ludovico Teixeira, Goiânia                              |                                                                               |
| 14 juin 2021 21:00 (UTC−3) | Kaku 62e · Romero 65e · ( Ávalos) Romero 80e | (0 - 1) | 10e (pen.) Saavedra | Spectateurs : 0 Arbitrage : Diego Haro (en) Arbitre vidéo : Wagner Reway (pt) | Spectateurs : 0 Arbitrage : Diego Haro (en) Arbitre vidéo : Wagner Reway (pt) |
| 14 juin 2021 21:00 (UTC−3) | Rapport                                      |         |                     | Spectateurs : 0 Arbitrage : Diego Haro (en) Arbitre vidéo : Wagner Reway (pt) | Spectateurs : 0 Arbitrage : Diego Haro (en) Arbitre vidéo : Wagner Reway (pt) |

| Paraguay | Bolivie |

| PARAGUAY :      |    |                       |        |     |
|                 |    |                       |        |     |
| Gardien de but  | 1  | Antony Silva          |        |     |
|                 | 19 | Santiago Arzamendia   | 8e     | 74e |
|                 | 6  | Júnior Alonso         |        |     |
|                 | 15 | Gustavo Gómez         |        |     |
|                 | 13 | Alberto Espínola      | 45+11e |     |
|                 | 26 | Robert Piris Da Motta |        | 58e |
|                 | 23 | Mathías Villasanti    |        | 45e |
|                 | 11 | Ángel Romero          |        |     |
|                 | 10 | Miguel Almirón        |        |     |
|                 | 17 | Kaku                  |        | 87e |
|                 | 9  | Gabriel Ávalos        |        | 87e |
| Remplaçants :   |    |                       |        |     |
|                 | 8  | Richard Sánchez       |        | 45e |
|                 | 7  | Carlos González       |        | 58e |
|                 | 24 | Héctor Martínez       |        | 74e |
|                 | 14 | Andrés Cubas          |        | 87e |
|                 | 28 | Julio Enciso          |        | 87e |
| Sélectionneur : |    |                       |        |     |
| Eduardo Berizzo |    |                       |        |     |

| BOLIVIE :       |    |                      |            |     |
|                 |    |                      |            |     |
| Gardien de but  | 12 | Rubén Cordano        |            |     |
|                 | 3  | José Sagredo         |            |     |
|                 | 5  | Adrián Jusino        |            |     |
|                 | 2  | Jairo Quinteros      |            |     |
|                 | 19 | Enrique Flores       | 40e        | 45e |
|                 | 15 | Boris Céspedes       |            | 45e |
|                 | 6  | Leonel Justiniano    |            | 75e |
|                 | 16 | Erwin Saavedra       |            | 64e |
|                 | 8  | Diego Bejarano       | 29e        |     |
|                 | 24 | Jaume Cuéllar        | 38e, 45+9e |     |
|                 | 18 | Gilbert Álvarez      |            | 69e |
| Remplaçants :   |    |                      |            |     |
|                 | 17 | Roberto Fernández    |            | 45e |
|                 | 22 | Danny Bejarano       |            | 45e |
|                 | 13 | Diego Wayar          |            | 64e |
|                 | 11 | Rodrigo Ramallo      |            | 69e |
|                 | 21 | Erwin Junior Sánchez |            | 75e |
| Sélectionneur : |    |                      |            |     |
| César Farías    |    |                      |            |     |

| Assistants : Jonny Bossio Raúl López Cruz Quatrième arbitre : Guillermo Enrique Guerreo Arbitre assistant vidéo : Víctor Hugo Carrillo Homme du match : Kaku |

#### Chili - Bolivie
| Match 7                    | Chili                  | 1 - 0   | Bolivie | Arena Pantanal, Cuiabá                                                                               | |
| 18 juin 2021 17:00 (UTC−4) | ( Vargas) Brereton 10e | (1 - 0) |         | Spectateurs : 0 Arbitrage : Jesús Gil Manzano (en) Arbitre vidéo : Ricardo de Burgos Bengoetxea (en) | Spectateurs : 0 Arbitrage : Jesús Gil Manzano (en) Arbitre vidéo : Ricardo de Burgos Bengoetxea (en) |
| 18 juin 2021 17:00 (UTC−4) | Rapport                |         |         | Spectateurs : 0 Arbitrage : Jesús Gil Manzano (en) Arbitre vidéo : Ricardo de Burgos Bengoetxea (en) | Spectateurs : 0 Arbitrage : Jesús Gil Manzano (en) Arbitre vidéo : Ricardo de Burgos Bengoetxea (en) |

| Chili | Bolivie |

| CHILI :         |    |                   |     |     |
|                 |    |                   |     |     |
| Gardien de but  | 1  | Claudio Bravo     |     |     |
|                 | 2  | Eugenio Mena      |     |     |
|                 | 3  | Guillermo Maripán | 81e |     |
|                 | 17 | Gary Medel        |     |     |
|                 | 4  | Mauricio Isla     |     |     |
|                 | 20 | Charles Aránguiz  |     |     |
|                 | 13 | Erick Pulgar      |     |     |
|                 | 8  | Arturo Vidal      |     | 69e |
|                 | 22 | Ben Brereton      |     | 84e |
|                 | 11 | Eduardo Vargas    |     |     |
|                 | 9  | Jean Meneses      |     | 65e |
| Remplaçants :   |    |                   |     |     |
|                 | 7  | César Pinares     |     | 65e |
|                 | 19 | Tomás Alarcón     |     | 69e |
|                 | 27 | Pablo Aránguiz    |     | 84e |
| Sélectionneur : |    |                   |     |     |
| Martín Lasarte  |    |                   |     |     |

| BOLIVIE :       |    |                   |     |     |
|                 |    |                   |     |     |
| Gardien de but  | 1  | Carlos Lampe      |     |     |
|                 | 17 | Roberto Fernández |     |     |
|                 | 5  | Adrián Jusino     |     |     |
|                 | 2  | Jairo Quinteros   |     |     |
|                 | 8  | Diego Bejarano    | 87e |     |
|                 | 7  | Juan Carlos Arce  |     |     |
|                 | 20 | Ramiro Vaca       | 53e | 90e |
|                 | 6  | Leonel Justiniano |     | 90e |
|                 | 16 | Erwin Saavedra    |     | 78e |
|                 | 18 | Gilbert Álvarez   |     |     |
|                 | 25 | Jeyson Chura      |     | 64e |
| Remplaçants :   |    |                   |     |     |
|                 | 11 | Rodrigo Ramallo   |     | 64e |
|                 | 19 | Enrique Flores    |     | 78e |
|                 | 14 | Moisés Villarroel |     | 90e |
|                 | 22 | Danny Bejarano    |     | 90e |
| Sélectionneur : |    |                   |     |     |
| César Farías    |    |                   |     |     |

| Assistants : Diego Barbero Sevilla Ángel Nevado Rodríguez Quatrième arbitre : Andrés Rojas (es) Arbitre assistant vidéo : José Luis Munuera Montero (en) Homme du match : Eduardo Vargas |

#### Bolivie - Uruguay
| Match 15                   | Bolivie | 0 - 2   | Uruguay                                | Arena Pantanal, Cuiabá                                                            |                                                                                   |
| 24 juin 2021 17:00 (UTC−4) |         | (0 - 1) | 40e (csc) Lampe · 79e Cavani (Torres ) | Spectateurs : 0 Arbitrage : Alexis Herrera (es) Arbitre vidéo : Wagner Reway (pt) | Spectateurs : 0 Arbitrage : Alexis Herrera (es) Arbitre vidéo : Wagner Reway (pt) |
| 24 juin 2021 17:00 (UTC−4) | Rapport |         |                                        | Spectateurs : 0 Arbitrage : Alexis Herrera (es) Arbitre vidéo : Wagner Reway (pt) | Spectateurs : 0 Arbitrage : Alexis Herrera (es) Arbitre vidéo : Wagner Reway (pt) |

| Bolivie | Uruguay |

| BOLIVIE :       |    |                      |     |     |
|                 |    |                      |     |     |
| Gardien de but  | 1  | Carlos Lampe         |     |     |
|                 | 17 | Roberto Fernández    |     | 74e |
|                 | 5  | Adrián Jusino        |     |     |
|                 | 2  | Jairo Quinteros      |     |     |
|                 | 16 | Erwin Saavedra       |     |     |
|                 | 6  | Leonel Justiniano    |     |     |
|                 | 7  | Juan Carlos Arce     |     | 68e |
|                 | 14 | Moisés Villarroel    |     | 45e |
|                 | 20 | Ramiro Vaca          |     |     |
|                 | 25 | Jeyson Chura         | 16e | 45e |
|                 | 11 | Rodrigo Ramallo      |     | 61e |
| Remplaçants :   |    |                      |     |     |
|                 | 10 | Henry Vaca           | 47e | 45e |
|                 | 22 | Danny Bejarano       |     | 45e |
|                 | 9  | Marcelo Moreno       |     | 61e |
|                 | 21 | Erwin Junior Sánchez | 81e | 68e |
|                 | 19 | Enrique Flores       |     | 74e |
| Sélectionneur : |    |                      |     |     |
| César Farías    |    |                      |     |     |

| URUGUAY :       |    |                        |  |     |
|                 |    |                        |  |     |
| Gardien de but  | 1  | Fernando Muslera       |  |     |
|                 | 17 | Matías Viña            |  |     |
|                 | 3  | Diego Godín            |  |     |
|                 | 2  | José María Giménez     |  |     |
|                 | 8  | Nahitan Nández         |  | 88e |
|                 | 7  | Nicolás De La Cruz     |  | 61e |
|                 | 5  | Matías Vecino          |  |     |
|                 | 15 | Federico Valverde      |  |     |
|                 | 10 | Giorgian De Arrascaeta |  | 73e |
|                 | 9  | Luis Suárez            |  | 88e |
|                 | 21 | Edinson Cavani         |  |     |
| Remplaçants :   |    |                        |  |     |
|                 | 6  | Rodrigo Bentancur      |  | 61e |
|                 | 25 | Facundo Torres         |  | 73e |
|                 | 13 | Giovanni González      |  | 88e |
|                 | 18 | Maxi Gómez             |  | 88e |
| Sélectionneur : |    |                        |  |     |
| Óscar Tabárez   |    |                        |  |     |

| Assistants : Carlos López Jorge Urrego Quatrième arbitre : Jesús Valenzuela Arbitre assistant vidéo : Juan Soto Homme du match : Nahitan Nández |

#### Bolivie - Argentine
| Match 20                   | Bolivie                    | 1 - 4   | Argentine                                                                     | Arena Pantanal, Cuiabá                                                                          |                                                                                                 |
| 28 juin 2021 20:00 (UTC−4) | ( Justiniano) Saavedra 60e | (0 - 3) | 6e Gómez (Messi ) · 33e (pen.) Messi · 42e Messi (Agüero ) · 65e La. Martínez | Spectateurs : 0 Arbitrage : Andrés Rojas (es) Arbitre vidéo : Ricardo de Burgos Bengoetxea (en) | Spectateurs : 0 Arbitrage : Andrés Rojas (es) Arbitre vidéo : Ricardo de Burgos Bengoetxea (en) |
| 28 juin 2021 20:00 (UTC−4) | Rapport                    |         |                                                                               | Spectateurs : 0 Arbitrage : Andrés Rojas (es) Arbitre vidéo : Ricardo de Burgos Bengoetxea (en) | Spectateurs : 0 Arbitrage : Andrés Rojas (es) Arbitre vidéo : Ricardo de Burgos Bengoetxea (en) |

| Bolivie | Argentine |

| BOLIVIE :       |    |                   |       |     |
|                 |    |                   |       |     |
| Gardien de but  | 1  | Carlos Lampe      |       |     |
|                 | 17 | Roberto Fernández |       | 81e |
|                 | 5  | Adrián Jusino     |       |     |
|                 | 4  | Luis Haquin       |       |     |
|                 | 8  | Diego Bejarano    |       |     |
|                 | 20 | Ramiro Vaca       |       |     |
|                 | 15 | Boris Céspedes    |       | 61e |
|                 | 6  | Leonel Justiniano |       |     |
|                 | 16 | Erwin Saavedra    |       | 85e |
|                 | 25 | Jeyson Chura      |       | 61e |
|                 | 18 | Gilbert Álvarez   |       | 61e |
| Remplaçants :   |    |                   |       |     |
|                 | 3  | José Sagredo      |       | 61e |
|                 | 10 | Henry Vaca        |       | 61e |
|                 | 11 | Rodrigo Ramallo   | 86e   | 61e |
|                 | 13 | Diego Wayar       | 90+2e | 81e |
|                 | 14 | Moisés Villarroel |       | 85e |
| Sélectionneur : |    |                   |       |     |
| César Farías    |    |                   |       |     |

| ARGENTINE :     |    |                   |     |     |
|                 |    |                   |     |     |
| Gardien de but  | 1  | Franco Armani     |     |     |
|                 | 8  | Marcos Acuña      | 90e |     |
|                 | 25 | Lisandro Martínez |     |     |
|                 | 6  | Germán Pezzella   |     |     |
|                 | 4  | Gonzalo Montiel   |     |     |
|                 | 18 | Guido Rodríguez   |     | 71e |
|                 | 14 | Exequiel Palacios |     | 71e |
|                 | 24 | Papu Gómez        |     | 56e |
|                 | 10 | Lionel Messi      |     |     |
|                 | 21 | Ángel Correa      |     | 64e |
|                 | 9  | Sergio Agüero     |     | 63e |
| Remplaçants :   |    |                   |     |     |
|                 | 27 | Julián Álvarez    |     | 56e |
|                 | 22 | Lautaro Martínez  |     | 63e |
|                 | 20 | Giovani Lo Celso  |     | 64e |
|                 | 5  | Leandro Paredes   |     | 71e |
|                 | 17 | Nicolás Domínguez |     | 71e |
| Sélectionneur : |    |                   |     |     |
| Lionel Scaloni  |    |                   |     |     |

| Assistants : Jhon Alexander León Jonny Bossio Quatrième arbitre : Diego Haro (en) Arbitre assistant vidéo : Alexander Guzmán Homme du match : Lionel Messi |

## Statistiques

### Temps de jeu
| Joueur            |          |          |          |          | TT       | But inscrit | Passe décisive | MJ       | MT       | Légende |
| ----------------- | -------- | -------- | -------- | -------- | -------- | ----------- | -------------- | -------- | -------- | --- |
| Gardiens          | Gardiens | Gardiens | Gardiens | Gardiens | Gardiens | Gardiens    | Gardiens       | Gardiens | Gardiens | Abréviations et symboles : TT : Total de minutes jouées MJ : Nombre de matchs joués MT : Matchs joués en tant que titulaire : but : passe décisive : joueur entré : joueur remplacé : capitaine : carton jaune : carton rouge |
| Carlos Lampe      |          | 90       | 90       | 90       | 270      |             |                | 3        | 3        | Abréviations et symboles : TT : Total de minutes jouées MJ : Nombre de matchs joués MT : Matchs joués en tant que titulaire : but : passe décisive : joueur entré : joueur remplacé : capitaine : carton jaune : carton rouge |
| Rubén Cordano     | 90       |          |          |          | 90       |             |                | 1        | 1        | Abréviations et symboles : TT : Total de minutes jouées MJ : Nombre de matchs joués MT : Matchs joués en tant que titulaire : but : passe décisive : joueur entré : joueur remplacé : capitaine : carton jaune : carton rouge |
| Javier Rojas      |          |          |          |          | 0        |             |                |          |          | Abréviations et symboles : TT : Total de minutes jouées MJ : Nombre de matchs joués MT : Matchs joués en tant que titulaire : but : passe décisive : joueur entré : joueur remplacé : capitaine : carton jaune : carton rouge |
| Défenseurs        |          |          |          |          |          |             |                |          |          | Abréviations et symboles : TT : Total de minutes jouées MJ : Nombre de matchs joués MT : Matchs joués en tant que titulaire : but : passe décisive : joueur entré : joueur remplacé : capitaine : carton jaune : carton rouge |
| Jairo Quinteros   | 90       | 90       | 90       |          | 270      |             |                | 3        | 3        | Abréviations et symboles : TT : Total de minutes jouées MJ : Nombre de matchs joués MT : Matchs joués en tant que titulaire : but : passe décisive : joueur entré : joueur remplacé : capitaine : carton jaune : carton rouge |
| José Sagredo      | 90       |          |          | 29       | 119      |             |                | 2        | 1        | Abréviations et symboles : TT : Total de minutes jouées MJ : Nombre de matchs joués MT : Matchs joués en tant que titulaire : but : passe décisive : joueur entré : joueur remplacé : capitaine : carton jaune : carton rouge |
| Luis Haquin       |          |          |          | 90       | 90       |             |                | 1        | 1        | Abréviations et symboles : TT : Total de minutes jouées MJ : Nombre de matchs joués MT : Matchs joués en tant que titulaire : but : passe décisive : joueur entré : joueur remplacé : capitaine : carton jaune : carton rouge |
| Adrián Jusino     | 90       | 90       | 90       | 90       | 360      |             |                | 4        | 4        | Abréviations et symboles : TT : Total de minutes jouées MJ : Nombre de matchs joués MT : Matchs joués en tant que titulaire : but : passe décisive : joueur entré : joueur remplacé : capitaine : carton jaune : carton rouge |
| Diego Bejarano    | 90       | 90       |          | 90       | 270      |             |                | 3        | 3        | Abréviations et symboles : TT : Total de minutes jouées MJ : Nombre de matchs joués MT : Matchs joués en tant que titulaire : but : passe décisive : joueur entré : joueur remplacé : capitaine : carton jaune : carton rouge |
| Enrique Flores    | 45       | 12       | 16       |          | 73       |             |                | 3        | 1        | Abréviations et symboles : TT : Total de minutes jouées MJ : Nombre de matchs joués MT : Matchs joués en tant que titulaire : but : passe décisive : joueur entré : joueur remplacé : capitaine : carton jaune : carton rouge |
| Luis René Barboza |          |          |          |          | 0        |             |                |          |          | Abréviations et symboles : TT : Total de minutes jouées MJ : Nombre de matchs joués MT : Matchs joués en tant que titulaire : but : passe décisive : joueur entré : joueur remplacé : capitaine : carton jaune : carton rouge |
| Óscar Ribera      |          |          |          |          | 0        |             |                |          |          | Abréviations et symboles : TT : Total de minutes jouées MJ : Nombre de matchs joués MT : Matchs joués en tant que titulaire : but : passe décisive : joueur entré : joueur remplacé : capitaine : carton jaune : carton rouge |
| Milieux           |          |          |          |          |          |             |                |          |          | Abréviations et symboles : TT : Total de minutes jouées MJ : Nombre de matchs joués MT : Matchs joués en tant que titulaire : but : passe décisive : joueur entré : joueur remplacé : capitaine : carton jaune : carton rouge |
| Leonel Justiniano | 75       | 89       | 90       | 90       | 344      |             | 1              | 4        | 4        | Abréviations et symboles : TT : Total de minutes jouées MJ : Nombre de matchs joués MT : Matchs joués en tant que titulaire : but : passe décisive : joueur entré : joueur remplacé : capitaine : carton jaune : carton rouge |
| Juan Carlos Arce  |          | 90       | 68       |          | 158      |             |                | 2        | 2        | Abréviations et symboles : TT : Total de minutes jouées MJ : Nombre de matchs joués MT : Matchs joués en tant que titulaire : but : passe décisive : joueur entré : joueur remplacé : capitaine : carton jaune : carton rouge |
| Diego Wayar       | 26       |          |          | 9        | 35       |             |                | 2        |          | Abréviations et symboles : TT : Total de minutes jouées MJ : Nombre de matchs joués MT : Matchs joués en tant que titulaire : but : passe décisive : joueur entré : joueur remplacé : capitaine : carton jaune : carton rouge |
| Moisés Villarroel |          | 1        | 45       | 5        | 51       |             |                | 3        | 1        | Abréviations et symboles : TT : Total de minutes jouées MJ : Nombre de matchs joués MT : Matchs joués en tant que titulaire : but : passe décisive : joueur entré : joueur remplacé : capitaine : carton jaune : carton rouge |
| Boris Céspedes    | 45       |          |          | 61       | 106      |             |                | 2        | 2        | Abréviations et symboles : TT : Total de minutes jouées MJ : Nombre de matchs joués MT : Matchs joués en tant que titulaire : but : passe décisive : joueur entré : joueur remplacé : capitaine : carton jaune : carton rouge |
| Erwin Saavedra    | 64       | 78       | 90       | 85       | 317      | 2           |                | 4        | 4        | Abréviations et symboles : TT : Total de minutes jouées MJ : Nombre de matchs joués MT : Matchs joués en tant que titulaire : but : passe décisive : joueur entré : joueur remplacé : capitaine : carton jaune : carton rouge |
| Roberto Fernández | 45       | 90       | 74       | 81       | 290      |             |                | 4        | 3        | Abréviations et symboles : TT : Total de minutes jouées MJ : Nombre de matchs joués MT : Matchs joués en tant que titulaire : but : passe décisive : joueur entré : joueur remplacé : capitaine : carton jaune : carton rouge |
| Ramiro Vaca       |          | 89       | 90       | 90       | 269      |             |                | 3        | 3        | Abréviations et symboles : TT : Total de minutes jouées MJ : Nombre de matchs joués MT : Matchs joués en tant que titulaire : but : passe décisive : joueur entré : joueur remplacé : capitaine : carton jaune : carton rouge |
| Erwin Sánchez     | 15       |          | 22       |          | 37       |             |                | 2        |          | Abréviations et symboles : TT : Total de minutes jouées MJ : Nombre de matchs joués MT : Matchs joués en tant que titulaire : but : passe décisive : joueur entré : joueur remplacé : capitaine : carton jaune : carton rouge |
| Danny Bejarano    | 45       | 1        | 45       |          | 91       |             |                | 3        |          | Abréviations et symboles : TT : Total de minutes jouées MJ : Nombre de matchs joués MT : Matchs joués en tant que titulaire : but : passe décisive : joueur entré : joueur remplacé : capitaine : carton jaune : carton rouge |
| Attaquants        |          |          |          |          |          |             |                |          |          | Abréviations et symboles : TT : Total de minutes jouées MJ : Nombre de matchs joués MT : Matchs joués en tant que titulaire : but : passe décisive : joueur entré : joueur remplacé : capitaine : carton jaune : carton rouge |
| Marcelo Moreno    |          |          | 29       |          | 29       |             |                | 1        |          | Abréviations et symboles : TT : Total de minutes jouées MJ : Nombre de matchs joués MT : Matchs joués en tant que titulaire : but : passe décisive : joueur entré : joueur remplacé : capitaine : carton jaune : carton rouge |
| Henry Vaca        |          |          | 45       | 29       | 74       |             |                | 2        |          | Abréviations et symboles : TT : Total de minutes jouées MJ : Nombre de matchs joués MT : Matchs joués en tant que titulaire : but : passe décisive : joueur entré : joueur remplacé : capitaine : carton jaune : carton rouge |
| Rodrigo Ramallo   | 21       | 26       | 61       | 29       | 137      |             |                | 4        | 1        | Abréviations et symboles : TT : Total de minutes jouées MJ : Nombre de matchs joués MT : Matchs joués en tant que titulaire : but : passe décisive : joueur entré : joueur remplacé : capitaine : carton jaune : carton rouge |
| Gilbert Álvarez   | 69       | 90       |          | 61       | 220      |             |                | 3        | 3        | Abréviations et symboles : TT : Total de minutes jouées MJ : Nombre de matchs joués MT : Matchs joués en tant que titulaire : but : passe décisive : joueur entré : joueur remplacé : capitaine : carton jaune : carton rouge |
| Jaume Cuéllar     | 45       |          |          |          | 45       |             |                | 1        | 1        | Abréviations et symboles : TT : Total de minutes jouées MJ : Nombre de matchs joués MT : Matchs joués en tant que titulaire : but : passe décisive : joueur entré : joueur remplacé : capitaine : carton jaune : carton rouge |
| Jeyson Chura      |          | 64       | 45       | 61       | 170      |             |                | 3        | 3        | Abréviations et symboles : TT : Total de minutes jouées MJ : Nombre de matchs joués MT : Matchs joués en tant que titulaire : but : passe décisive : joueur entré : joueur remplacé : capitaine : carton jaune : carton rouge |

| Buts | Joueurs        | Adversaires         |
| ---- | -------------- | ------------------- |
| 2    | Erwin Saavedra | Paraguay, Argentine |

| Passes | Joueurs           | Adversaires |
| ------ | ----------------- | ----------- |
| 1      | Leonel Justiniano | Argentine   |